# Bel ordre
En mathématiques, plus précisément en théorie des ordres, un beau préordre est un préordre ≤ sur un ensemble X tel que pour toute suite (xn)n∈ℕ d'éléments de X, il existe i et j tels que i < j et xi ≤ xj, c'est-à-dire que toute suite infinie contient au moins une paire d'éléments qui sont en ordre croissant.
Un bel ordre est un ordre partiel qui est beau en tant que préordre. Autrement dit, c'est un ordre partiel bien fondé sans antichaîne infinie.
Si X est totalement ordonné, la notion s'identifie à celle de bon ordre ; d'autre part, sur un ensemble fini, tout ordre partiel est un bel ordre. {\displaystyle (\mathbb {N} ,|)}, l'ensemble des entiers naturels muni de la relation de divisibilité, est un ordre bien fondé mais n'est pas un bel ordre : la suite des nombres premiers est infinie mais ne contient aucune paire de nombres dont l'un divise l'autre.
D'autres exemples sont donnés dans les articles connexes, en particulier, l'ordre défini par la relation de mineur sur les graphes finis est un bel ordre : c'est le théorème de Robertson-Seymour.